# Global Gathering
Global Gathering é um festival anual de música eletrônica que acontece em vários países tais como Reino Unido, Rússia, Austrália, Turquia e Polônia, reunindo importantes artistas da música eletrônica de todo o mundo.